# Gabriela Isler
María Gabriela Isler Morales (Valencia, 21 de marzo de 1988) es una modelo, presentadora y ex reina de belleza venezolana, ganadora de los títulos Miss Venezuela 2012 y Miss Universo 2013 en la 62.ª edición del concurso.
Isler, se consagró como la primera Miss Universo; cuyo reinado atravesó tres años, pues ella; siendo coronada en 2013, entregó su corona a comienzos de 2015. También, es la Miss Universo con el tercer reinado más largo de todos los tiempos; luego de Zozibini Tunzi Miss Universo 2019 y Leila Lopes Miss Universo 2011. Posteriormente al entregar el título, Gabriela Isler aceptó la propuesta del magnate Donald Trump; de seguir trabajando con la Organización Miss Universo, esta vez; como encargada de negocios y exportaciones por dos años.
En 2016, fundó su propia agencia de modelos  "Gabriela Isler Model Management".
Desde 2018 hasta 2025, fue parte del Comité Ejecutivo del Miss Venezuela.

## Biografía
Gabriela Isler nació en Valencia (Venezuela) pero de pequeña, se mudó a la ciudad de Maracay, Aragua. Es hija del caraqueño Juan Guillermo Isler Lengemann (1957), quien es hijo de suizos; emigrados desde las comunas de Lausana y Schaffhausen a Venezuela, en los años 60s y donde todavía vive parte de su familia (asimismo, Gabriela también posee ascendencia alemana por estos) y de la maracayera, Emperatriz Josefina Morales Flores (1962), quien al igual que María Gabriela; es Licenciada en Gerencia, Mención Mercadeo, egresadas de la Universidad Tecnológica del Centro. Tiene una hermana: Karen Alejandra (1981) y dos medios hermanos: Karl Wilhelm (1999) y Jeandra Victoria Nidibeth Isler Piñero (2003). Su apellido paterno, Isler (Ißler); significa "ferretero" en alemánico.
Uno de los primeros trabajos de María Gabriela en la juventud, fue envolviendo regalos.
Desde el 17 de abril de 2018, formó parte del Comité Ejecutivo de la Organización Miss Venezuela; conjunto a otras dos misses venezolanas, Jacqueline Aguilera y Nina Sicilia; luego del repentino retiro del expresidente de la Organización por 38 años, Osmel Sousa. Isler, se desempeñó como Directora de Relaciones Públicas y Formación del Miss Venezuela, estando al frente del concurso; hasta el 12 de junio de 2025, cuando anunció su retiro de la Organización.

## Trayectoria como reina de belleza

### Miss Venezuela 2012
María Gabriela tiene una abuela materna en Carabobo que fue la que la ánimo a participar en el Miss Venezuela, finalmente participó en la sexagésima edición del Miss Venezuela 2012 la cual se celebró el 30 de agosto de 2012 en la ciudad de Caracas capital de Venezuela, en dicha competencia representó al estado Guárico y se enfrentó a otras 23 candidatas representantes de otras regiones del país; al final de la velada obtuvo el título de Miss Venezuela y fue coronada por manos de su predecesora Irene Esser, Miss Venezuela 2011. Con dicha victoria, María ganó el derecho de representar a Venezuela en el Miss Universo 2013.
María Gabriela además de ganar este concurso en 2012, también lo ha conducido durante dos años consecutivos; en 2014 con una participación especial como parte de su recibimiento como Miss Universo y en 2015 como conductora particular junto a otras personalidades.

### Miss Universo 2013
Como parte de sus responsabilidades como Miss Venezuela, Gabriela tuvo la oportunidad de representar a su país en el Miss Universo 2013 el cual se llevó a cabo el 9 de noviembre de 2013 en el "Crocus City Hall" de la ciudad de Moscú, en Rusia; al final del evento se adjudicó como la nueva Miss Universo, convirtiéndose en la séptima venezolana en ganar la competencia, siendo coronada por la estadounidense Olivia Culpo.  
Esta es la séptima corona universal, que Venezuela obtiene, y tercera en un rango de seis años, siendo el segundo país con más triunfos, siendo solo superado por Estados Unidos (con ocho). 
Después de su coronación, Isler fue entrevistada por CNN en Español, FoxNews, la Agencia EFE (España), la agencia Associated Press, Reuters, Venevisión y Globovisión (Venezuela), Caracol Televisión (Colombia) mun2, Pust Gorovyat y Evening Urgant (Rusia), NBC, Fox & Friends, HuffPost vivo, Vivo con Kelly y Michael, PIX11 Morning News, Good Day NY, Al Rojo vivo y Acceso Total (Telemundo), The Lab, entre otros medios de comunicación. 
El 21 de noviembre de 2013, participó como presentadora en los Premios Grammy Latinos que se celebró en la ciudad de Las Vegas, Estados Unidos, compartiendo con personalidades como Illya Kuryaki and the Valderramas. Unos días después viajó a Asheville, Carolina del Norte.
El 4 de diciembre de 2013 asistió a la 81.ª Ceremonia anual de iluminación del árbol de Navidad de "Rockefeller Center"  en el Rockefeller Center de la ciudad de Nueva York. El 11 de diciembre del mismo año, Gabriela viaja a Venezuela para celebrar la Navidad con su familia, sin embargo al tratarse de una visita no oficial Gabriela no se presentó en ningún medio televisivo nacional.
A comienzos de enero, Gabriela viajó a Indonesia con motivos comerciales. También visitó la ciudad de Cancún, México el 17 de enero, para una sesión de fotos de la marca de trajes de baño Yamamay. El 26 de enero viaja nuevamente a Indonesia, esta vez como invitada a la elección del "Puteri Indonesia 2014", concurso que elige la representante del país a Miss Universo.
Gabriela tenía previsto visitar Venezuela para su recibimiento oficial el cual se realizaría el 20 de febrero, sin embargo en vista de las Protestas estudiantiles en contra de Gobierno Nacional, la Organización Miss Universo decidió suspender dicha recibimiento. 
Para el 27 de febrero, Gabriela se encontraba en Rusia por motivo de la elección de la "Miss Rusia 2014" donde como es costumbre participa anualmente la Miss Universo reinante, y donde coincide con la presencia de la también reina de belleza y Miss Mundo, Megan Young de Filipinas.
El 27 de marzo llega a Filipinas como parte de sus actividades como jurado del "Binibining Pilipinas 2014", concurso que elige la representante del país para Miss Universo y cuya final se realizará el 30 de marzo.
En abril, Isler se convirtió en la nueva cara del Peugeot 308. El 8 de abril, Isler viajó a Casablanca, Marruecos para promover Peugeot 308 y fue invitada a la Semana de la Moda de Casablanca.
La Comisión Latina Sobre el Sida nombró a Isler, como su nueva madrina, para que ayude a difundir, con su imagen y popularidad, el trabajo de educación y prevención del VIH que realiza esta organización con sede en la ciudad de Nueva York.
Durante una ceremonia especial en la plaza "Macy Herald", el 16 de abril, La Comisión Latina Sobre el Sida nombró a Isler, como su nueva madrina, para que ayude a difundir, con su imagen y popularidad, el trabajo de educación y prevención del VIH que realiza esta organización con sede en la ciudad de Nueva York.
El 24 de abril la Miss Universo participa como invitada y presentadora en Los premios Billboard de la música latina donde además aprovechando la ocasión, anunció el lanzamiento de un nuevo concurso de belleza llamado "Miss Latina Universo" donde cuya ganadora representará la comunidad latina de Estados Unidos en el Miss Universo.
El 9 de mayo Isler viaja al Caribe, específicamente a la isla de Curazao para participar en la noche de diseños con candidatas al "Miss Universe Curazao 2014". Del 17 a 18 de mayo, Gabriela participó en la presentación de sus dos versiones de la colección Cápsula Yamamay para Miss Universo; una sofisticada y glamourosa de nombre The Timeles y otra más llamativa y sexy llamada Espumoso.
Gabriela fue incluida en la lista de las 10 latinos más influyentes del mundo. Entre el 17 y 18 de mayo, Isler desfila en la pista con la colección de trajes de baño "Yamamay" de Miss Universo y Sherri Hill en el "Miami Fashion Week" celebrado en el Centro de Convenciones de Miami, Miami Beach. Para finales de mayo, Gabriela es invitada a las festividades por los 190 años de cantonización de Machala, Ecuador.
El 2 de junio, Isler asiste a los "CFDA Fashion Awards 2014" en el Lincoln Center de la ciudad de Nueva York. El 8 de junio viaja a Baton Rouge, Luisiana para la coronación de Miss USA 2014 donde resultó ganadora Nia Sanchez de Nevada; posteriormente viaja con esta a Las Vegas.
A comienzos de julio, Gabriela viaja a Austria donde desempeña el rol de jurado en la elección final de "Miss Austria 2014" la cual se llevó a cabo el 3 de julio, al final del evento coronó a Julia Furdea como Miss Austria. El 18 de julio de 2014, Isler visitó Bakú, Azerbaiyán, con Paula Shugart, presidenta de la Organización Miss Universo. El 31 de julio de 2014, viajó a las Bahamas para ayudar a coronar a la ganadora de Miss Teen USA. 
El 16 de agosto llega a la República Dominicana para participar en la elección de la representante de dicho país rumbo al Miss Universo. En la elección resultó ganadora Kimberly Castillo. Posteriormente, Isler sostuvo un encuentro con el presidente dominicano Danilo Medina y la recientemente electa reina dominicana.
El 2 de septiembre visita la Roma y Ciudad del Vaticano en Italia para encontrarse con el papa Francisco. Días después, Isler acude nuevamente a la Semana de la Moda de Nueva York en donde coincidió con sus compatriotas y ex-miss universo´s venezolanas Dayana Mendoza y Stefania Fernández.
Para finales de septiembre, Gabriela viaja por segunda vez a Cancún, México como invitada especial para la apertura de la segunda tienda de lencería y trajes de baños "Yamamay", en Quintana Roo.
El 7 de octubre, Gabriela llega a Venezuela por primera vez de manera oficial acompañada de una comisión de la Organización Miss Universo. Fue invitada a firmar el libro de personalidades importantes del Aeropuerto. Seguidamente, Venevisión realizó una breve transmisión desde el Salón Monte Sacro del Aeropuerto Internacional Simón Bolívar de Maiquetía para visualizar su llegada con una corta entrevista de parte de la periodista Federica Guzmán. El 8 de octubre, ofreció su primera rueda de prensa en el país.
Finalmente, Isler participó en la final del Miss Venezuela 2014, en la que recibió un emotivo homenaje con un espectáculo de diversas personalidades del país. Al final de la velada, coronó a la nueva Miss Venezuela, Mariana Jiménez.
Luego de terminar sus compromisos en Venezuela, el 14 de octubre viajó a la ciudad de Miami donde al día siguiente acudió al almuerzo ofrecido por la revista People en Español; ya que la Miss Universo fue incluida entre las 25 mujeres más poderosas según dicha revista junto a otras ex-miss universo venezolanas como Barbara Palacios y Alicia Machado. El 16 de octubre viaja a Nueva York donde este estuvo presente en la Gala de la Fundación Orphaned Starfish que se celebró en Wall Street.
El 18 de octubre, Gabriela llega a Colombia. Isler vista la ciudad de Cali donde fue la anfitriona anoche del "Cover Party" organizado por Latino Show Magazine en el Centro Gastronómico y de Negocios Mansión del Río. También visitó el Hospital Universitario del Valle y después se dirigió al vecino municipio de Yumbo donde visitó una fundación que apoya a los niños en situación de discapacidad. También fue recibida con una calle de honor por cadetes de la Fuerza Aérea Colombiana (FAC) y recibió las llaves de la ciudad de manos del alcalde Fernando David Murgueitio, como símbolo de fraternidad y hermandad entre los pueblos, según la Alcaldía de Yumbo, capital industrial del departamento del Valle del Cauca.
En abril de 2014 viaja a Marruecos para ser imagen de a marca peugeot. 
En noviembre del mismo añoGabriela, realizó un viaje oficial a Toronto (Canadá) por unos días, en donde asistió a numerosos eventos. Incluyendo una conferencia de prensa  en Nathan Phillips Square frente al reloj de cuenta regresiva de los Juegos Panamericanos de Toronto 2015. También estuvo presente en la Presentación contra el acoso escolar en la Academia Internacional de Idiomas de Canadá en apoyo de la Semana de prevención del acoso. Además en ese mes, Isler viajó junto a Nia Sánchez, Miss USA 2014, a República Checa para asistir a la presentación de DIC de las nuevas coronas de la organización Miss Universo, así como para mantener encuentros con la prensa local y tours por la ciudad de Praga
Finalmente, el 25 de enero de 2015 culmina su reinado coronando a Paulina Vega de Colombia como su sucesora. Logra el tercer reinado más largo de la historia y el primero de tres que atravesó tres años.
Durante su reinado, Isler vivió en la ciudad de Nueva York Estados Unidos, como es tradición, viajó a 15 países como, Austria, Azerbaiyán, Bahamas, Canadá, Ciudad del Vaticano, Colombia, Curazao, Ecuador, Filipinas, Indonesia, México, República Checa, República Dominicana, Rusia, , Marruecos, además de su viaje oficial como Miss Universo a su país natal Venezuela.

## Trabajos en televisión
El 9 de octubre de 2014, luego de un emotivo homenaje; participa como animadora invitada en el Miss Venezuela 2014, específicamente en la ronda de preguntas y la presentación de las candidatas en traje de gala; así como el coronación. 
En 2015, es la imagen de responsabilidad social de la cadena venezolana Venevisión a través de Cisneros Media, con la campaña para la prevención del embarazo precoz, grabando micros informativos con el título: #SiTeApurasQueGanas.
Participa el 15 de agosto como invitada en la Gala Interactiva, como parte de la campaña de responsabilidad social #SiTeApurasQueGanas. Y es invitada a formar parte del personal de animadores del Miss Venezuela 2015.
El 1 de octubre a través de DirecTV estrena un programa especial, llamado "Miss V: Tras bastidores", en donde revela secretos y tips sobre las candidatas al Miss Venezuela 2015, entrevistando a personalidades que trabajan para la Organización Miss Venezuela. 
| Año  | Programa/Evento                           | Canal      | Notas              |
| ---- | ----------------------------------------- | ---------- | ------------------ |
| 2015 | Miss Venezuela 2015                       | Venevisión | Animadora          |
| 2015 | Miss V: Tras Bastidores                   | OnDirecTV  | Animadora          |
| 2014 | Miss Venezuela 2014                       | Venevisión | Animadora invitada |
| 2014 | Face Off                                  | NBC        | Invitada especial  |
| 2013 | Los premios Billboard de la música latina | Telemundo  | Animadora invitada |
| 2013 | Premios Grammy Latinos                    | Univisión  | Animadora invitada |

## Vida personal
El 20 de agosto de 2011, inició una relación amorosa con el empresario tachirense; Alberto Daniel Figueroa Taylor. El 13 de junio de 2017, anunció que se habían comprometido en marzo de ese año; en un paseo al archipiélago Los Roques por su vigésimo noveno cumpleaños. El 23 de marzo de 2018, se casaron en Pampatar. El 21 de marzo de 2021, el día de su trigésimo tercero cumpleaños; anunció su primer embarazo. El 19 de abril, reveló que sería un varón y el 1 de octubre, nació Joaquín en Valencia (Venezuela). El 9 de febrero de 2025, anunció que estaba nuevamente embarazada. El 12 de febrero de ese mismo año, dio a conocer en el segmento “Vidas que merecen ser escuchadas”; del programa de radio “Shirley radio”, de Shirley Varnagy en Circuito Onda; que en 2024, había sufrido un aborto espontáneo. El 16 de febrero, reveló que tendría una niña y el 9 de agosto, nació Carlota en Valencia. 

## Cronología
| Predecesor: Olivia Culpo Estados Unidos | Miss Universo 2013  | Sucesor: · Paulina Vega · Colombia |
| Predecesor: Irene Esser                 | Miss Venezuela 2012 | Sucesor: Migbelis Castellanos      |
| Predecesor: Blanca Aljibes              | Miss Guárico 2012   | Sucesor: Michelle Bertolini        |